# Astroblastoma
L'astroblastoma è una rarissima forma di tumore primitivo neurogliale (di cui ne costituisce lo 0.45-2.8% delle diagnosi) caratterizzata da una localizzazione sovratentoriale periferica intra-assiale in un emisfero dei lobi frontali o parietali.

## Storia
L'astroblastoma è stato diagnosticato per la prima volta nel 1930 da Bailey e Bucy, che furono i primi a pensare che questa neoplasia originasse dagli astroblasti (delle cellule in stadio immaturo tra glioblasti e astrociti).

## Epidemiologia
L'astroblastoma è una forma di tumore molto rara; costituisce lo 0.45-2.8% delle diagnosi di tumore cerebrale neurogliale. Ogni anno in Europa mediamente l'astroblastoma si manifesta 129 volte. Questa neoplasia si manifesta prevalentemente nei bambini e nei giovani adulti.

## Sintomatologia
La maggior parte dei segni clinici riscontrati nel decorso clinico dell'astroblastoma sono comuni ad un qualsiasi tumore cerebrale, con sintomi di interesse neurologico e neuropsichiatrico.

### Aumento della pressione intracranica
L'aumento della pressione intracranica, con conseguenti cefalee e dolori diffusi nel cranio, è uno dei maggiori sintomi di questa rara malattia, ed è causato dalla pressione esercitata dal tumore verso le pareti craniche.

#### Disturbi della vista
I disturbi della vista sono tra i primi segni clinici dei tumori cerebrali e sono dovuni alla compressione del tumore verso i nervi ottici e i lobi parietali.

### Letargia e disturbi associati al delirio
Letargia, disturbi del sonno e delirio sono dei sintomi comunemente associati all'astroblastoma, come agli altri tipi di tumori maligni cerebrali ed è causato dalla compressione dei lobi parietali e dall'ipotalamo del cervello.

### Disordini dell'equilibrio
Perdita parziale o totale dell'equilibrio è spesso associata ai tumori cerebrali di grandi dimensioni, ed è causato dall'aumento della pressione intracranica sul cervelletto e sul tronco encefalico.

#### Stanchezza
La stanchezza è associata ad alcuni rari tipi di tumore cerebrale come l'astroblastoma.

### Crisi epilettiche
Le crisi epilettiche nei tumori cerebrali di alto grado sono uno dei segni clinici chiave della malattia, ciò è dovuto (specialmente nei tumori di interessamento astrocitico, come appunto l'astroblastoma) alle masse neoplastiche degli astrociti che compromettono la sinapsi tra neuroni, ne consegue un malfunzionamento elettrico a livello neurologico.

### Disturbi neuro-psichiatrici
I disturbi neuro-psichiatrici nel decorso clinico dell'astroblastoma sono frequentemente associati.

#### Disturbi cognitivo-comportamentali
I disturbi del comportamento: irascibilità, irritazione, rabbia incontrollata possono essere, seppur in casi estremamente rari sintomi d un tumore cerebrale in stadio semi-avanzato.

#### Psicosi
La psicosi, nei casi di astoblastoma di grado III e/o IV sono un importante segno clinico, e portano con loro: allucinazioni e schizofrenia.

### Nausea
La nausea è frequentemente associata a tumore cerebrale e a perssione intracranica.

## Patologia clinica
La formazione dell'astroblastoma è dovuto ad una degenerazione degli astroblasti, cellule ancora in fase di differenziazione tra glioblasti e astrociti. Il tumore causato da una mutazione genetica ancora non totalmente identificata causa una sovra-produzione di astroblasti ancora incapaci (totalmente o parzialmente) di svolgere il loro lavoro in maniera pressoché completa.